# Paul Ruto
Paul Ruto (Kenia, 3 de noviembre de 1960) fue un atleta keniano, especializado en la prueba de 800 m en la que llegó a ser campeón mundial en 1993.

## Carrera deportiva
En el Mundial de Stuttgart 1993 ganó la medalla de oro en los 800 metros, con un tiempo de 1:44.71 segundos, llegando a la meta por delante del italiano Giuseppe D'Urso (plata) y de su compatriota el también keniano Billy Konchellah (bronce).